# Powiedz to z Noddym
Powiedz to z Noddym (ang. Say It With Noddy, 2006) – angielski serial animowany, zrealizowany przy współpracy z Hit Entertainment. Na świecie powstały też serie "Powiedz to z Noddym" w których dzieci poznają język francuski, hiszpański, mandaryński, swahili, urdu i rosyjski. Serial składa się ze stu odcinków po 2 minuty każdy. 

## Opis fabuły
W pierwszej serii Noddy wraz z robotem w każdym odcinku uczą widzów angielskiego. Widz ma okazję powiedzieć z Noddym każde słowo np. „Be Nice”, „Be Careful!”, „Wake Up”, „Watch Out!” itp. W drugiej bohaterowie programu uczą francuskiego. Widz musi powtórzyć słowo jak „Bonjour!”, „Je t'aime” czy „Merci”. W trzeciej serii Noddy z robotem uczą hiszpańskiego.

## Emisja w Polsce
Serial w Polsce był emitowany na kanale MiniMini (wyemitowano 3 serie uczące odpowiednio języka angielskiego, francuskiego i hiszpańskiego). Seria „Powiedz to z Noddym po hiszpańsku” od stycznia 2010 roku.

## Odcinki
1. Bądź zdrowy
2. Bądź grzeczny
3. Bądź ostrożny
4. Pobudka
5. Kocham Cię
6. Uwaga.
7. Uciekaj
8. Gdzie jesteś?
9. Nie pal
10. Nie śmieć
11. Mów prawdę
12. Uśmiechnij się
13. Tu jestem
14. Czerwony
15. Lustro
16. Ruszam się
17. But
18. Kwiat
19. Tak Nie
20. Lody
21. Proszę
22. Raz dwa trzy
23. Wiatr
24. Przepraszam
25. Krzesło